# (6171) Uttorp
(6171) Uttorp est un astéroïde de la ceinture principale.

## Description
(6171) Uttorp est un astéroïde de la ceinture principale. Il fut découvert le 26 octobre 1981 à Socorro (Nouveau-Mexique) par Laurence G. Taff. Il présente une orbite caractérisée par un demi-grand axe de 2,22 UA, une excentricité de 0,10 et une inclinaison de 3,0° par rapport à l'écliptique.

## Compléments